# Ōmachi (Nagano)
Ōmachi (大町市 Ōmachi-shi?) es una ciudad localizada en la prefectura de Nagano, Japón. En marzo de 2019 tenía una población de 27.559 habitantes en 11.861 hogares y una densidad de población de 49 personas por km². Su área total es de 565,15 km².

## Geografía

### Municipios circundantes
- Prefectura de Nagano
  - Matsumoto
  - Nagano
  - Azumino
  - Matsukawa
  - Ikeda
  - Hakuba
  - Ikusaka
  - Ogawa
- Prefectura de Toyama
  - Toyama
  - Tateyama
  - Kurobe
- Prefectura de Gifu
  - Takayama

## Demografía
Según datos del censo japonés, la población de Ōmachi ha disminuido en los últimos 40 años.
| Año del censo | Población |
| ------------- | --------- |
| 1970          | 35.817    |
| 1980          | 36.083    |
| 1990          | 34.300    |
| 2000          | 33.550    |
| 2010          | 28.805    |